# Ceratobatrachidae
A Ceratobatrachidae a kétéltűek (Amphibia) osztályába és  a békák (Anura) rendjébe tartozó  család. A családba
5 nem és  87 faj tartozik.

## Rendszerezés
A Ceratobatrachidae családot korábban a valódi békafélék (Ranidae) családjának egyik alcsaládjaként rendszerezték.
- Batrachylodes – Boulenger, 1887
- Ceratobatrachus –  Boulenger, 1884
- Discodeles –  Boulenger, 1918
- Palmatorappia – Ahl, 1927
- Platymantis –  Günther, 1858
- Incertae sedis (bizonytalan helyzetű)
  - Ingerana baluensis  (Boulenger, 1896)

A család legnagyobb neme, a Platymantis parafiletikus csoportot alkot. Ennek a feloldása a későbbiekben valószínűleg egy szorosabban definiált Platymantis nemhez vezet, melyből bizonyos fajok a Batrachylodes nemmel együtt egy nagyobb méretű Ceratobatrachus nembe kerülnek.
Az "Ingerana" baluensis incertae sedisként van jelen a családban, az Ingerana nem többi faja a Dicroglossidae családba tartozik.

## Elterjedése
A családba tartozó fajok Malajziában, a Fülöp-szigeteken, Borneón, Új-Giuneában, az Admiralitás-szigeteken, a Bismarck-szigeteken és a Salamon-szigeteken honosak.